# Time Capsule
Time Capsule (рус. капсула времени) — однодисковый NAS начального уровня, совмещённый с беспроводным роутером (AirPort Extreme) и выпускавшийся под брендом Apple с 2008 по 2018 год.
Time Capsule позволяет осуществлять беспроводное резервное копирование (зеркалирование) и защищает данные, хранящиеся на настольном компьютере, ноутбуке (Windows\Mac OS) или на iPhone. Устройство поддерживает программу Time Machine, входящую в Mac OS X, поэтому для настройки автоматического беспроводного резервного копирования данных со всех домашних компьютеров Mac на одно устройство Time Capsule достаточно нескольких нажатий мышью.
Так же как и устройства AirPort Extreme и AirPort Express, обещает высокую скорость проводного и Wi-Fi-соединения, высокую стабильность работы без перезагрузок, лёгкую настройку.

## Хронология событий
- 2008, 15 января — анонс Time Capsule в Сан-Франциско на выставке Macworld Expo вместе с прошивкой 1.1.3 для iPhone.
- 2008, 29 февраля — начало продаж Time Capsule (первое поколение). Номера моделей: MB276LL/A и MB277LL/A — 500 ГБ и 1 ТБ.
- 2009, 03 марта — обновление Time Capsule (второе поколение: первая часть) Анонс двух-диапазонных моделей с гостевым входом: MB764LL/A и MB765LL/A — 500 ГБ и 1 ТБ.
- 2009, 30 июля — обновление Time Capsule (второе поколение: вторая часть). Анонс модели с HDD 2 Тбайт (500.00$). 1 Тбайт модель подешевела и теперь её цена составляет 299.00$.[2] Номера моделей: MB765LL/A (сохранился с прошлого поколения) и MB996LL/A — 1 ТБ и 2 ТБ.
- 2010, 31 марта — обновление Time Capsule (третье поколение). Анонс двух-диапазонных моделей c использованием усовершенствованных антенн, позволяющих в полтора раза повысить производительность и увеличить на 25 % радиус действия базовой станции — добиться этого удалось благодаря переходу на конфигурацию 3×3 MIMO[3]. Номера моделей: MC343LL/A и MC344LL/A — 1 ТБ и 2 ТБ.
- 2011, 21 июня — обновление Time Capsule (четвёртое поколение). Улучшена мощность сигнала почти в два раза (аналогично обновлению Airport Extreme)[4][неавторитетный источник] Номера моделей: MD032LL/A и MD033LL/A (2 ТБ и 3 ТБ)
- 2013, 10 июня — обновление Time Capsule (пятое поколение, модель A1470, 2 и 3 ТБ). Полный редизайн конструкции. В этом поколении внутри корпуса установлены шесть антенн[5], по три на каждый диапазон. Поддержка стандарта 802.11ac. Цена за 3 TB модель снижена с 499,00$ до 399,00$.

## Конструкция
Физически Time Capsule представляет собой точку доступа Apple Airport Extreme с  одним 3,5" SATA жёстким диском внутри. В ранних моделях AirPort Extreme использовалась отличная от Time Capsule плата, в модели AirPort Extreme 2013 года использовалась общая с Time Capsule основа, но разъём SATA не распаивался.
Устройство можно без проводов подключать к ноутбуку или настольному компьютеру по Wi-Fi, чтобы осуществлять резервное копирование, либо по кабелю Ethernet для большей скорости и стабильности передачи.
Беспроводной модуль Time Capsule работает с поддержкой нескольких входов и выходов — чтобы обеспечить максимальную скорость и зону действия, устройство оснащено несколькими антеннами (технология MIMO). Скорость передачи по спецификации IEEE 802.11n до пяти раз превосходила протокол 2003 года 802.11g, а зона действия была до двух раз шире, чем у беспроводного стандарта 802.11g, и обычно охватывала всю квартиру, классную комнату или небольшой офис.
Time Capsule отлично взаимодействует с AirPort Express или AirPort Extreme, например для беспроводной потоковой передачи музыки.

### Особенности
Apple производит Time Capsule, учитывая специфику сетей того региона, в который она будет отгружаться. Для различных стран сетка частот в диапазонах 2,4 и 5 ГГц имеет свои особенности по числу разрешённых каналов, в которых может работать Wi-Fi передатчик. При настройке Time Capsule с помощью AirPort-утилиты такие параметры как «страна» и «каналы диапазонов» 2.4 и/или 5 ГГц могут быть выбраны и установлены пользователем автоматически или вручную. Ниже приведены примеры, показывающие различие конфигураций Time Capsule для разных стран:

#### США
- Time Capsule (G1) 1 ТБ (обозначение: MB277LL/A)
- Страны: Бразилия, Канада, Колумбия, Мексика, Перу, Пуэрто-Рико, США, Венесуэла
- Диапазон 2,4 ГГц: 1, 2, 3 ,4, 5, 6, 7, 8, 9, 10, 11 каналы
- Диапазон 5 ГГц: 36, 40, 44, 48, 149, 153, 157, 161 каналы

#### Таиланд
- Time Capsule (G3) 2 ТБ (обозначение: MС344)
- Страны: Бангладеш, Чили, Китай, Южная Корея, Непал, Пакистан, Тайвань, Таиланд
- Диапазон 2,4 ГГц: 1, 2, 3 ,4, 5, 6, 7, 8, 9, 10, 11 каналы
- Диапазон 5 ГГц: 149, 153, 157, 161 каналы

#### Россия
- Time Capsule (G5) 3 ТБ (обозначение: ME182RU/A)
- Страны: Азербайджан, Беларусь, Египет, Израиль, Казахстан, Кувейт, Марокко, Россия, Украина
- Диапазон 2,4 ГГц: 1, 2, 3 ,4, 5, 6, 7, 8, 9, 10, 11, 12, 13 каналы
- Диапазон 5 ГГц: 36, 40, 44, 48 каналы

## Технические характеристики
- Фирменное имя: «M52, Wilma»
- Поддержка платформ: Mac, PC, iOS, Apple TV.
- Номер модели:
  - G1 — первые модели (анонс: январь 2008): 
    - с HDD 500 Гбайт — А1254 (Part no: MB276)
    - с HDD 1 Тбайт — А1254 (Part no: MB277)

  - G2 — двух-диапазонные модели с гостевым входом: 
    - с HDD 500 Гбайт — А1302 (Part no: MB764) (анонс: март 2009)
    - с HDD 1 Тбайт — А1302 (Part no: MB765) (анонс: март 2009)
    - с HDD 2 Тбайт — А1302 (Part no: MB996) (анонс: июль 2009)

  - G3 — двух-диапазонные модели с гостевым входом (анонс: октябрь 2009): 
    - с HDD 1 Tбайт — А1355 (Part no: MC343)
    - с HDD] 2 Tбайт — А1355 (Part no: MC344)

  - G4 — двух-диапазонные модели с гостевым входом (анонс: июнь 2011): 
    - с HDD 2 Tбайт — А1409 (Part no: MD032)
    - с HDD 3 Tбайт — А1409 (Part no: MD033)

  - G5 — двух-диапазонные модели с гостевым входом (анонс: июнь 2013): 
    - с HDD 2 Tбайт — А1470 (Part no: ME177)
    - с HDD 3 Tбайт — А1470 (Part no: ME182)
- Работа в диапазонах:
  - 2.4 ГГц — для устройств, поддерживающих протоколы 802.11b, 802.11g, 802.11n
  - 5 ГГц — для устройств, поддерживающих протоколы 802.11a, 802.11n, 802.11ac
- Выходная мощность:
  - G1-G4: 20 dBm (номинал)
  - G5: 32.5 dBm (зависит от страны)
- Поддержка стандартов Wi-Fi:
  - G1-G4: 802.11a, 802.11b, 802.11g, 802.11n
  - G5: 802.11a, 802.11b, 802.11g, 802.11n, 802.11ac
- Поддержка технологии WDS
- Максимальная нагрузка: 50 локальных пользователей
- Скорость передачи информации в среде Wi-Fi:
  - G1,G2: до 600/300 Mbps (теоретическая), 11 — 200 Mbps — реальная, для стандарта 802.11n, MIMO 2x2[3]
  - G3,G4: до 600/450 Mbps (теоретическая)[9], 11 — 300 Mbps — реальная, для стандарта 802.11n, MIMO 3x3[3]
  - G5: до 1.3 Gbps (теоретическая), — для стандарта 802.11ac
- Порты:
  - WAN — один порт, 10/100/1000 Mbps, Gigabit Ethernet
  - LAN — три порта, 10/100/1000 Mbps, Gigabit Ethernet
  - USB — один USB-2.0 порт, для подключения принтера или дополнительного винчестера
- Поддерживаемые протоколы: NAT, DHCP, PPPoE, транзитная пересылка VPN (в режиме Passthrough для IPSec, PPTP, L2TP), DNS Proxy, SNMP, IPv6 (туннели 6-в-4 и ручная настройка туннелей)
- Безопасность:
  - Защищённый доступ по протоколу Wi-Fi (WPA/WPA2)
  - Безопасность беспроводного доступа (WEP) с возможностью настройки 40-разрядного и 128-разрядного шифрования
  - Фильтрация MAC-адресов
  - Межсетевой экран NAT
  - Поддержка аутентификации RADIUS
  - 802.1X, PEAP, LEAP, TTLS, TLS, FAST
  - Контроль доступа на основе времени
- Напряжение питания: ~ 100 — 240 в, 50…60 Гц
- Потребляемая мощность: 34 вт
- Габаритные размеры:
  - G1-G4: 197 x 197 x 36.3 мм
  - G5: 98 x 98 x 168 мм
- Масса:
  - G1-G4: 1.587 кг
  - G5: 1.48 кг

### Сравнительная таблица
| Поколение:             | G1                                     | G1                                     | G2-1                                         | G2-1                 | G2-2                 | G2-2           | G3             | G3     | G4     | G4     | G5     | G5     |
| Дата выпуска:          | 29.02.2008                             | 03.03.2009                             | 30.07.2009                                   | 31.03.2010           | 21.06.2011           | 10.06.2013     |                |        |        |        |        |        |
| N модели (открытый):   | MB276                                  | MB277                                  | MB764                                        | MB765                | MB765                | MB996          | MC343          | MC344  | MD032  | MD033  | ME177  | ME182  |
| N модели (внутренний): | A1254                                  | A1302                                  | A1302                                        | A1355                | A1409                | A1470          |                |        |        |        |        |        |
| HDD (TB):              | 0.5                                    | 1                                      | 0.5                                          | 1                    | 1                    | 2              | 1              | 2      | 2      | 3      | 2      | 3      |
| Гостевая сеть:         | Нет                                    | Да                                     |                                              |                      |                      |                |                |        |        |        |        |        |
| Диапазоны 2.4, 5 GHz:  | однодиапазонный режим функционирования | двухдиапазонный режим функционирования |                                              |                      |                      |                |                |        |        |        |        |        |
| Чип Wi-Fi:             | Marvell 88W8363                        | Atheros AR9220/AR9223                  | Marvell 88W8366                              | Broadcom BCM4331     | Broadcom BCM4360     |                |                |        |        |        |        |        |
| Чип Wi-Fi:             | mini-pci                               | pci-e, проприетарный                   | pci-e, проприетарный                         | pci-e, проприетарный | pci-e, проприетарный | pci-e, распаян | pci-e, распаян |        |        |        |        |        |
| Стандарты:             | 802.11a/b/g/n                          | 802.11a/b/g/n/ac                       |                                              |                      |                      |                |                |        |        |        |        |        |
| Сетевые протоколы:     | IPSec, L2TP, PPPoE, PPTP               | IPSec, L2TP, PPPoE, PPTP               | Bonjour, DHCP, DNS, IPSec, L2TP, PPPoE, PPTP |                      |                      |                |                |        |        |        |        |        |
| Цена в США (USD):      | 299.00                                 | 499.00                                 | 299.00                                       | 499.00               | 299.00               | 499.00         | 299.00         | 499.00 | 299.00 | 499.00 | 299.00 | 399.00 |

## Системные требования
- Для резервного копирования Time Machine необходима Mac OS X Leopard 10.5.2 или более поздней версии.
- Для настройки Time Capsule в среде Mac OS X, Windows XP или Windows Vista необходима программа AirPort-Утилита v. 5.3 или выше.
- Для беспроводного доступа компьютер Macintosh должен быть оснащён платой AirPort Card или AirPort Extreme Card.
- Для поддержки WPA2 с Mac Pro в последнем необходимо установить плату AirPort Extreme Card.

## Критика, проблемы
В июле 2010 года Apple признала проблему неожиданного отключения и «умирания» некоторых экземпляров Time Capslule с серийными номерами XX807XXXXXX — XX814XXXXXX, выпущенных с февраля по июнь 2008 года. Эти экземпляры Time Capsule «умирали» примерно после 18 месяцев работы.
Сообществом пользователей даже был создан специальный мемориальный сайт для сбора статистики «умерших» экземпляров Time Capsule — который прекратил сбор статистики после регистрации 2500 случаев прекращения работы Time Capsule.
Интересным фактом для модели G5, как и для AirPort Extreme 6G, на котором она основана (сертифицированной в России) оказалось то, что эта модель на самом деле не в полной мере поддерживают протокол 802.11ac. Также это касается и моделей Time Capsule G5, реализуемых в следующих странах: Украина, Марокко, Кувейт, Беларусь, Азербайджан, Казахстан, Египет.

## Галерея
- Time Capsule: G1-G4
- Time Capsule: G1-G4. Вид сзади
- Time Capsule: G5. Вид сзади